# 朵儿只 (札剌亦儿人)
朵儿只（1304年—1355年），元朝札剌亦儿部人。
高祖父孛鲁（木华黎之子），曾祖父速浑察，父亲脱脱。朵儿只四岁丧父，少年为宿卫，1322年，元英宗任命他为集贤学士。次年随元英宗到元上都，八月，南坡之变，元英宗被铁失杀害。朵儿只被擒，他的侄子朵尔直班求免脱难。1329年，世袭木华黎家族的国王之位。到辽阳就国。1337年，国王之位被乃蛮台所袭，次年，为辽阳行省左丞相。1340年，任河南行省左丞相。1344年，为江浙行省左丞相，镇压汀州的起义军，元顺帝亲赐九龙衣。1347年为御史大夫，中书左丞相、右丞相，能举贤，不以权谋私。1349年，罢相，再袭国王之位。1354年，从丞相脱脱南下镇压张士诚，击破六合县，留守扬州。次年，在扬州去世。

## 传記資料
- 《元史》卷139 列传第二十六
- 《新元史》卷120 列传第十七